# Corbulipora inopinata
Corbulipora inopinata is een mosdiertjessoort uit de familie van de Cribrilinidae. De wetenschappelijke naam van de soort is voor het eerst geldig gepubliceerd in 1998 door Bock & Cook.